# La regina Elisabetta
La regina Elisabetta (Les Amours de la reine Élisabeth) è un film muto del 1912 diretto da Henri Desfontaines e Louis Mercanton. Il film si concentra sulla presunta relazione  fra Elisabetta I d'Inghilterra, interpretata da Sarah Bernhardt, ed uno dei suoi favoriti, Robert Devereux, conte di Essex, interpretato da Lou Tellegen.
Si ritiene che la colonna sonora ad opera di Joseph Carl Breil sia stata la prima ad essere scritta appositamente per un film. Breil era un affermato compositore americano per opere ed operette.